# 스캔라인

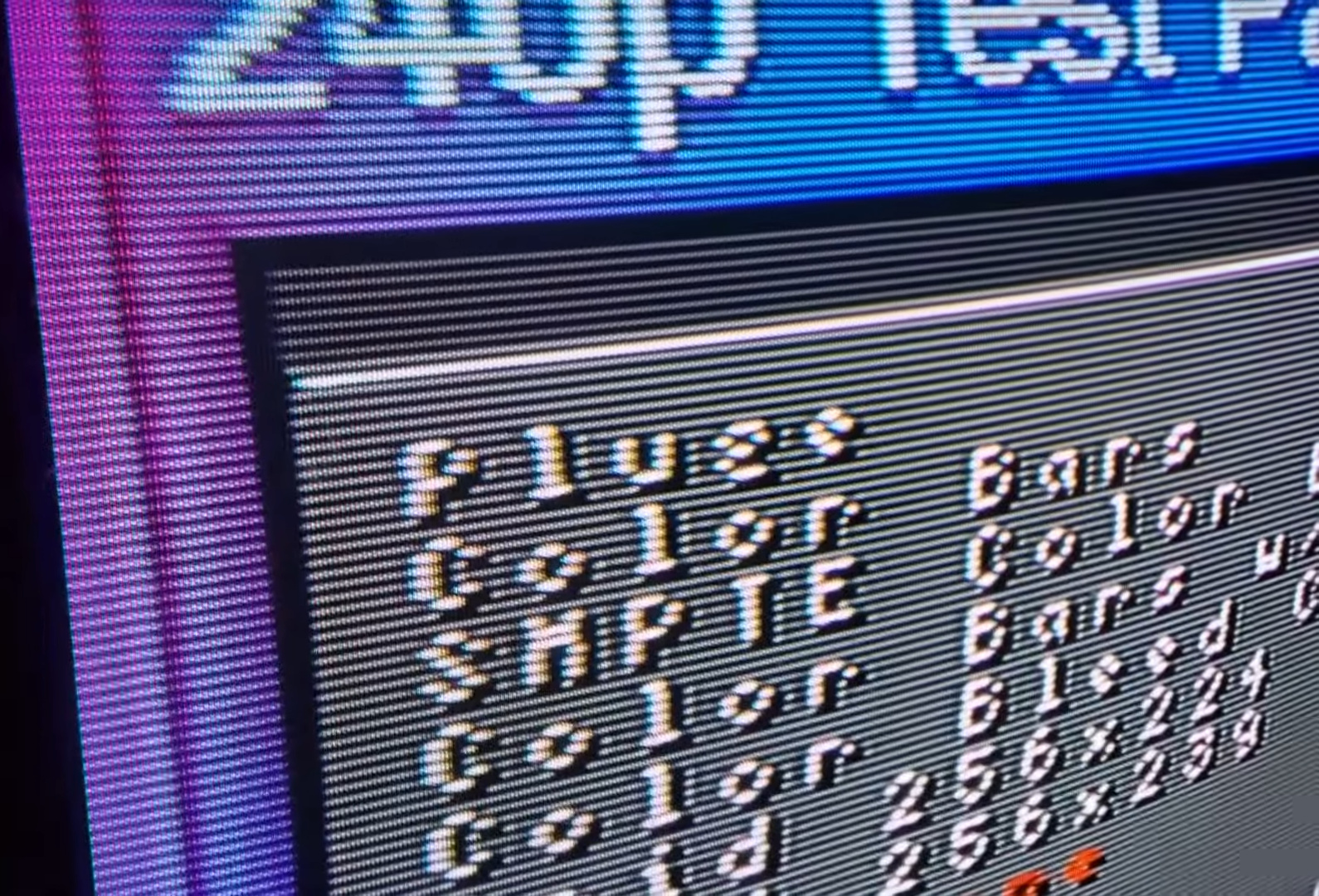
미쓰비시 CS-40307 브라운관 컬러 텔레비전의 스캔라인. 밝은 스캔라인을 통과하는 미세한 점들은 섀도우 마스크 때문이다.

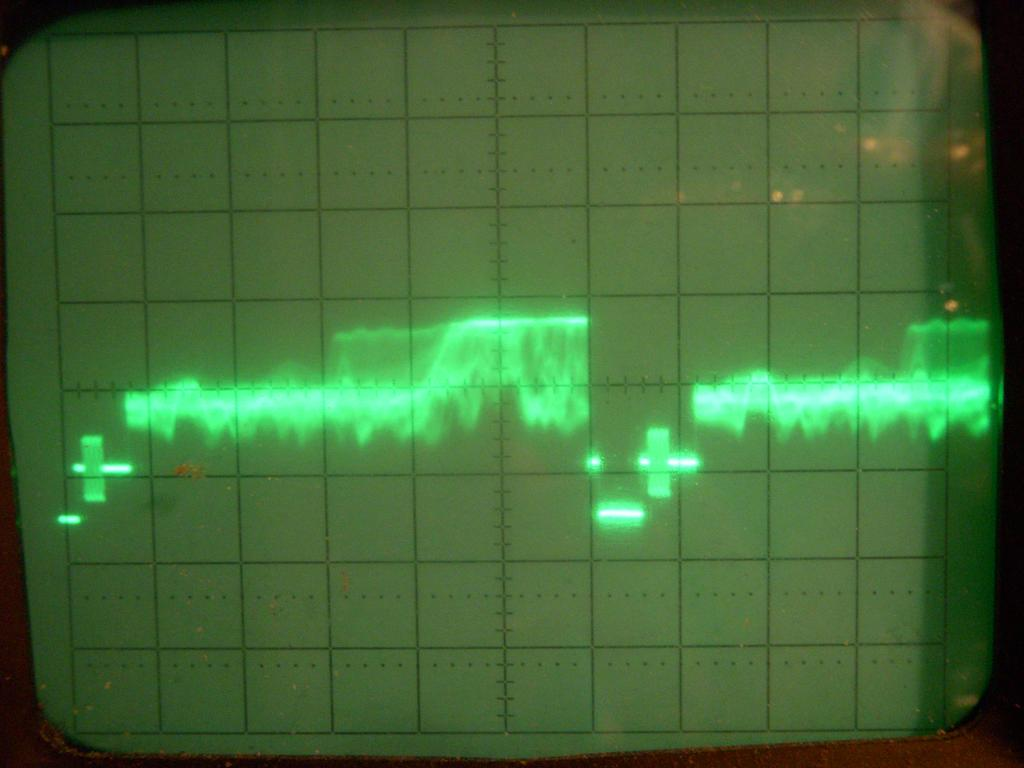
PAL 비디오 신호 스캔라인. 왼쪽부터: 수평 동기 펄스, 색상 버스트가 있는 백 포치, 신호 자체, 프런트 포치, 동기 펄스, 색상 버스트가 있는 백 포치, 다음 스캔라인의 비디오 부분. 여러 라인의 신호가 겹쳐져 단일 곡선 대신 음영 영역이 표시된다.

스캔라인(scan line)은 텔레비전 수상기 또는 컴퓨터 모니터의 브라운관 디스플레이에 나타나는 비디오 라인과 같이 래스터 스캔 패턴에서 한 줄, 즉 한 행을 의미한다.
브라운관 화면에서 수평 스캔라인은 특히 최대 수직 해상도 미만의 순차 주사 방식 신호가 표시될 때 멀리서 보아도 교대로 나타나는 컬러 라인과 검은색 라인으로 시각적으로 식별할 수 있다. 이는 오늘날 컴퓨터 그래픽스에서 시각 효과로 사용되기도 한다.
이 용어는 비유적으로 래스터 그래픽스 이미지에서 한 줄의 화소에 사용된다.
스캔라인은 많은 이미지 파일 형식에 스캔라인 끝의 데이터에 대한 특별한 규칙이 있기 때문에 이미지 데이터 표현에 중요하다. 예를 들어, 각 스캔라인이 특정 경계(예: 바이트 또는 워드, BMP 파일 포맷 참조)에서 시작한다는 규칙이 있을 수 있다. 이는 호환되는 래스터 데이터라도 형식 간에 변환하려면 스캔라인 수준에서 분석해야 할 수 있음을 의미한다.

## 같이 보기
- 플리커 (화면)
- 비월 주사 방식
- 스캔라인 렌더링
- 스트로보 효과